# Hans Posthumus
Johannes (Hans) Posthumus (Harderwijk, 3 oktober 1947 – Grave, 15 februari 2016) was een Nederlands voetballer die als aanvaller speelde.

## Loopbaan
Posthumus begon zijn loopbaan bij VVOG waar hij op 19 september 1964 op zestienjarige leeftijd debuteerde in het eerste elftal tegen SHO met een hattrick (4–1 winst). Met VVOG werd hij in het seizoen 1968/69 zaterdagkampioen en algeheel amateurkampioen van Nederland. Hij maakte zijn professionele debuut bij Wageningen in de Nederlandse Tweede divisie. In het seizoen 1969/70 scoorde hij in 32 competitiewedstrijden 27 keer en werd daarmee topscorer van de Tweede divisie.
Het leverde hem een transfer op naar Feyenoord. In zijn eerste seizoen wordt Feyenoord meteen kampioen. Posthumus speelde één wedstrijd mee. Tijdens het seizoen 1971/72 speelt Posthumus twaalf wedstrijden waarin hij acht keer tot scoren komt. In Rotterdam voldeed hij niet aan de verwachtingen en hij werd verkocht aan RC Mechelen, waar hij in twee seizoenen 42 doelpunten maakte. Dit leverde hem een transfer naar toenmalig Eersteklasser Lierse SK op. In zijn eerste seizoen was hij goed voor 21 doelpunten. Tijdens het seizoen 1975/76 werd hij met 26 doelpunten Belgisch topscorer. Hij was daarmee na Jan Mulder (1966/67) en Rob Rensenbrink (1973/74) de derde Nederlander die de titel behaalde.
Na zijn periode in België vertrok hij naar N.E.C., op dat moment uitkomend in de Eredivisie. In Nijmegen speelde hij gedurende drie seizoenen 50 wedstrijden, waarin hij zestien keer scoorde. Eind 1977 werd hij geopereerd aan een hernia. Zijn laatste wedstrijd was op 29 oktober 1978. Begin 1979 werd hij wegens aanhoudende rugproblemen afgekeurd voor het spelen van betaald voetbal. Posthumus overleed in februari 2016 aan de gevolgen van longkanker.

## Carrièrestatistieken
| Seizoen         | Club            | Land            | Competitie      | Competitie | Competitie | Beker | Beker | Internationaal | Internationaal | Overig | Overig | Totaal | Totaal |
| Seizoen         | Club            | Land            | Competitie      | Wed.       | Dlp.       | Wed.  | Dlp.  | Wed.           | Dlp.           | Wed.   | Dlp.   | Wed.   | Dlp.   |
| --------------- | --------------- | --------------- | --------------- | ---------- | ---------- | ----- | ----- | -------------- | -------------- | ------ | ------ | ------ | ------ |
| 1969/70         | Wageningen      | Nederland       | Tweede divisie  | 32         | 26         | 1     | 1     | 0              | 0              | 0      | 0      | 33     | 27     |
| 1970/71         | Feijenoord      | Nederland       | Eredivisie      | 1          | 0          | –     | 0     | 0              | 0              | 0      | 0      | –      | 0      |
| 1971/72         | Feijenoord      | Nederland       | Eredivisie      | 12         | 8          | 1     | 2     | 3              | 2              | 0      | 0      | 16     | 12     |
| 1972/73         | Racing Mechelen | België          | Tweede klasse   | 29         | 21         | –     | –     | 0              | 0              | 0      | 0      | –      | –      |
| 1973/74         | Racing Mechelen | België          | Tweede klasse   | 29         | 21         | –     | –     | 0              | 0              | 0      | 0      | –      | –      |
| 1974/75         | K. Lierse SK    | België          | Eerste klasse   | 38         | 21         | –     | –     | 0              | 0              | 0      | 0      | –      | –      |
| 1975/76         | K. Lierse SK    | België          | Eerste klasse   | 33         | 26         | –     | –     | 0              | 0              | 0      | 0      | –      | –      |
| 1976/77         | N.E.C.          | Nederland       | Eredivisie      | 30         | 12         | 1     | 0     | 0              | 0              | 0      | 0      | 31     | 13     |
| 1977/78         | N.E.C.          | Nederland       | Eredivisie      | 10         | 2          | 1     | 0     | 0              | 0              | 0      | 0      | 11     | 12     |
| 1978/79         | N.E.C.          | Nederland       | Eredivisie      | 10         | 0          | 1     | 1     | 0              | 0              | 0      | 0      | 11     | 1      |
| Carrière totaal | Carrière totaal | Carrière totaal | Carrière totaal | 224        | 137        | –     | –     | 0              | 0              | 0      | 0      | –      | –      |

## Erelijst
Wageningen
| Individueel              |    |              |
| Topscorer Tweede divisie | 1x | 1966/67 (27) |

 Feijenoord
| Nationaal     |    |         |
| Landskampioen | 1x | 1970/71 |

 Racing Mechelen
| Individueel             |    |              |
| Topscorer Tweede klasse | 1x | 1972/73 (21) |

 K. Lierse SK
| Individueel             |    |              |
| Topscorer Eerste klasse | 1x | 1975/76 (26) |